# Technologia grupowa
Technologia grupowa, GT (od ang. group technology) – filozofia produkcji, zgodnie z którą w procesach wytwarzania wielu różnych elementów identyfikowane są podobieństwa, a następnie podobieństwa te wykorzystywane są do opracowania metod zwiększenia produktywności.
Zarówno w produkcji seryjnej, jak i w  produkcji o małej skali, umownie każdy etap procesu wytwarzania każdego elementu jest traktowany jako wyjątkowy w skali projektu. Bazując na podobieństwach etapów produkcji podobnych części/elementów, można je zgrupować w "rodziny części" i wykorzystać to do wprowadzenia zmian, które pozwolą na zwiększenie produkcji poprzez racjonalizację projektu, lepsze pozyskiwanie danych oraz standaryzację produkcji.
Zasadnicza idea GT była elementem dobrej praktyki inżynierskiej oraz stworzonej przez Fredericka W. Taylora naukowej koncepcji zarządzania już na początku XX wieku. Zastosowania koncepcji GT były zazwyczaj opatrywane różnymi nazwami, w zależności od obszaru, w którym były używane. Koncepcje te były stosowane głównie w produkcji seryjnej z różnymi poziomami sukcesu. Przez wiele lat GT nie była jednak praktykowana jako systematyczne podejście do poprawy wydajności produkcji. Renesans tej filozofii nadszedł wraz z prowadzeniem wytwarzania komputerowo zintegrowanego (CIM), gdyż zastosowanie koncepcji "rodzin części" w metodach CAD/CAM pozwalało na znaczne poprawianie efektywności produkcji.